# État second
État second (francês para Segundo Estado) refere-se ao estado de espírito em que alguns autores franceses entram ao escrever contos. Mistura abstração e concentração ao mesmo tempo, ironicamente contando às vezes mais fatos do que na escrita consciente. O escritor argentino Julio Cortázar utilizou frequentemente este método para escrever, como o chamou de “o momento de máxima criatividade”.

## Conceito
Pierre Janet foi um dos primeiros a tratar o conceito de État second e afirmou que este é criado através da síntese de uma consciência dividida. Aqui, o primeiro estado é designado como estado normal, enquanto o segundo, como estado excepcional. É no segundo estado que as experiências são unidas na personalidade fechada e cada personalidade pode não saber nada uma da outra. Em État second, a consciência fica turva de modo que duas personalidades muito diferentes se sobrepõem, uma aparecendo no lugar da outra. As personalidades envolvem uma que é normal enquanto a outra é aberrante e elas seguem em sucessões.
Em psicologia, o État second também é referido como o "novo estado" na condição chamada personalidade alternada. Isto se manifesta no estado mental da histeria. Diz-se que a noção de ideia fixa, o subconsciente que se separou da consciência comum, forma o núcleo do État second. Por exemplo, um paciente cai num sono histérico e esquece toda a sua existência anterior ao acordar. No entanto, todas as faculdades comuns, como a fala e o movimento, são transferidas para o novo estado.